# کلمبا بوش
کلمبا بوش (Columba Bush) (نام هنگام تولد: گارنیکا گالو) (Garnica Gallo) (زادهٔ ۱۷ اوت ۱۹۵۳)، نوع‌دوست مکزیکی-آمریکایی است. او به‌عنوان همسر جب بوش، فرماندار سابق فلوریدا، از سال ۱۹۹۹ تا ۲۰۰۷، بانوی اول فلوریدا بود.

## اوایل زندگی
کلمبا گارنیکا گالو در منطقهٔ آرپروس، در شهر لئون، ایالت گواناخواتو، مکزیک متولد شد. پدرش خوزه ماریا گارنیکا رودریگز (زادهٔ ۱۹۲۵- درگذشت ۲۰۱۳)، پیشخدمت و کارگری مهاجر، اهل آرپروس، گواناخواتو و مادرش جوزفینا گالو اسکیول (زادهٔ ۱۹۲۰)، اهل شهر لئون بودند که در فوریه ۱۹۴۹ ازدواج کردند. پدر کلمبا در سال ۱۹۵۶، زمانی که او سه سال داشت، به ایالات متحده مهاجرت کرد. در سال ۱۹۶۳، والدینش طلاق گرفتند. کلمبا و مادرش پس از عزیمت پدرش، در شهر لئون ماندند.
گارنیکا به مدرسه‌ای کاتولیک و خصوصی به‌نام Instituto Antonia Mayllen، در مرکز تاریخی شهر لئون می‌رفت.
گارنیکا در سال ۱۹۷۰، زمانی که ۱۶ ساله بود، جب بوش ۱۷ ساله را در شهر لئون ملاقات کرد. بوش به تدریس زبان انگلیسی مشغول بود و به‌عنوان بخشی از تکالیفش در آکادمی Andover به‌نام انسان و جامعه، به ساخت مدرسه‌ای در نزدیکی روستای ایباریلا کمک می‌کرد.
در ۲۳ فوریه ۱۹۷۴، گارنیکا و بوش در شهر آستین، ایالت تگزاس و در کلیسای واقع در مرکز دانشجویان کاتولیک در محوطهٔ دانشگاه تگزاس ازدواج کردند. در آن زمان، گارنیکا به زبان انگلیسی صحبت نمی‌کرد و بخشی از مراسم عروسی به زبان اسپانیایی برگزار شد.

## فعالیت‌های سیاسی
در سال ۱۹۸۸، گارنیکا در کمپینی تبلیغاتی به زبان اسپانیایی برای کارزار انتخاباتی پدرشوهرش، جورج اچ. دبلیو. بوش، حضور داشت. او همچنین در کنوانسیون ملی جمهوری‌خواهان در شهر نیواورلئان برای کارزار انتخاباتی بوش، به زبان اسپانیایی سخنرانی کرد. بااین‌حال، گارنیکا تمایل چندانی به حضور در فعالیت‌های سیاسی نداشت.
بوش به‌عنوان بانوی اول فلوریدا، از ائتلاف فلوریدا علیه خشونت خانگی، سازمان مرکز اعتیاد و سوءمصرف مواد و بنیاد هنر برای زندگی، گروهی که به هنرمندان جوان بورسیهٔ تحصیلی اعطا می‌کند، حمایت نمود.
کلمبا بوش در برنامه‌های رشد و ترویج هنر حضوری فعال داشته‌است. در سال ۱۹۹۹، او با برنامهٔ اتحاد فلوریدا برای آموزش هنر با هدف خلق هنر برای زندگی همکاری کرد؛ برنامه‌ای که مختص افزایش اهمیت هنر در سیستم آموزشی بود.
به‌عنوان بانوی اول، او نمایشگاه‌های هنری مختلفی را با محوریت نقاشی‌های سالوادور دالی، دیگو ریورا، فریدا کالو و هنرمندان فلوریدایی برپا کرده‌است.
بوش در برنامه‌هایی که به جوانان دربارهٔ خطرهای سوءمصرف مواد هشدار می‌دهد، شرکت کرده و در برنامه‌های درمان و پیش‌گیری ازجمله مؤسسهٔ ملی سوءمصرف الکل و الکلیسم (NIAAA) فعالیت کرده‌است. او مدیر اجرایی در بنیاد NIAAA، نهضت محافظت از کودکان در مقابل الکل و عضو هیئت‌مدیرهٔ مرکز اعتیاد و سوءمصرف مواد در دانشگاه کلمبیا بوده‌است.
او به‌عنوان بانوی اول از پناهگاه‌ها بازدید می‌کرد، گزارش‌های مربوط به اعتیاد در نوجوانان را می‌خواند، نمایشگاه‌های مختلف برگزار و با خیریه‌ها همکاری می‌کرد.
در سال ۲۰۰۳، بوش به‌عنوان بانوی اول فلوریدا، به‌همراه گروهی از نمایندگان به رم سفر کرد تا در مراسم بیست‌وپنجمین سالگرد ژان پل دوم به‌عنوان پاپ در کلیسای سنت پیتر شرکت کند.
بوش با بهره‌مندی از موقعیت و جایگاه خود، توانست در مسائلی نظیر خشونت خانگی، سوءمصرف مواد و موضوعات هنری نقش بارزی ایفا کند. او همچنین با سازمان‌های حامی درمان و پیش‌گیری از سوءمصرف مواد، همکاری می‌کرد.
بوش در طول کارزار انتخاباتی ریاست‌جمهوری (۲۰۱۶) همسرش، از پناهگاه‌های زنان در ایالت‌های آیووا و نیوهمپشایر بازدید نمود.

## زندگی شخصی
کلمبا به فردی ساکت و محتاط معروف است و پیش از ازدواج با جب بوش، خواهان زندگی آرامی بود.
بوش و شوهرش در کورال گیبلز، ایالت فلوریدا زندگی می‌کنند. در کتاب Mamá: Latina Daughters Celebrate Their Mothers نوشتهٔ ماریا پرز-براون، اشاره‌ای کوتاه به رابطهٔ کلمبا با مادرش شده‌است. خواهرش، لوسیلا دل کارمن اشمیتز (زادهٔ اکتبر ۱۹۵۱) و مادرش در نزدیکی او در منطقهٔ میامی زندگی می‌کنند.
کلمبا و بوش صاحب سه فرزند هستند: جورج پرسکات بوش (زادهٔ ۲۴ آوریل ۱۹۷۶، در تگزاس)، نوئل لوسیلا بوش (زادهٔ ۲۶ ژوئیه ۱۹۷۷، در تگزاس) و جان الیس «جب» بوش جونیور (زادهٔ ۱۳ دسامبر ۱۹۸۳، در میامی).
پسر بزرگ آن‌ها، جورج، به مدرسهٔ پیش‌دانشگاهی گالیور رفت، در دانشگاه رایس تحصیل کرد و از دانشکدهٔ حقوق دانشگاه تگزاس، مدرک دکترای تخصصی حقوق گرفت. او وکیل، افسر ذخیرهٔ نیروی دریایی ایالات متحده، سرمایه‌گذار املاک و مستغلات و سیاست‌مدار است و به‌عنوان مأمور عالی‌رتبهٔ دولت در ادارهٔ ثبت املاک تگزاس خدمت می‌کند. 1:03 PM ۲/۵/۲۰۲۲
کلمبا بوش همچنین چهار نوه دارد: دو نوه از جورج و دو نوه از جب جونیور.
کلمبا بوش دو برادر بزرگ‌تر و یک خواهر به‌نام لوسیلا دل کارمن گارنیکا گالو (زادهٔ ۱۹۵۱) دارد. یکی از برادرهایش، فرانسیسکو خوزه گارنیکا (زادهٔ دسامبر ۱۹۴۹) در حال حاضر در پورتو وایارتای مکزیک زندگی می‌کند.
او وابسته به کلیسای کاتولیک روم و عضو اتحادیهٔ Regnum Christi است. در سال ۲۰۰۷، او به‌همراه همسرش جب، در گردهمایی Regnum Christi Family در آتلانتا شرکت کرد.